# 須磨インターチェンジ
須磨インターチェンジ （すまインターチェンジ）は、第二神明道路のインターチェンジで兵庫県神戸市須磨区にある。第二神明道路の東端のインターチェンジであり、第二神明道路の起点（阪神高速3号神戸線との交点）より1km程西にある。明石方面への入口と明石方面からの出口のみのハーフインターとなっており、阪神高速3号神戸線の月見山出入口と機能を補完しあっている。
阪神高速31号神戸山手線の分岐線が接続する計画だったが、道路関係四公団民営化後に建設中止が決まった。

## 須磨料金所
このICの西500m本線上には須磨料金所が設けられており、上下線ともに通過時に普通車210円を徴収される。第二神明から阪神高速3号神戸線に乗り継ぐときはこの料金所で阪神高速道路の最遠区間料金も合わせて徴収される、須磨ICで降りる車と阪神高速に乗り継ぐ車で料金が違うので、上り方向では料金所の左側の2レーンが須磨ICで降りる車専用、残り大部分が阪神高速乗り継ぎ用と分かれている。かつて須磨料金所は両方向とも第二神明の料金のみを徴収し、阪神高速の料金は少し先の若宮料金所で徴収していたが、須磨料金所での合併収受開始とともに若宮料金所は廃止された。
- 阪神高速3号神戸線と直接接続していること
- 阪神高速から第二神明にかけて急な上り坂になっていること（須磨坂）
- 山間部のため、周辺道路が交通量に比してあまり整備されていないこと
- 両端をトンネルに挟まれていること（西300m付近に長さ550mの高倉山トンネルがあり、東に少し離れた部分に月見山トンネルがある。どちらのトンネルもカーブ上にあり走行車両の速度が落ちやすい。なお高倉山トンネルの上り線は右ルートと左ルートに分かれる）
- 第二神明道路・阪神高速3号神戸線は神戸方面と明石・加古川・姫路方面を結ぶ重要ルートであり交通量が多く、4車線道路の容量以上の交通量が走る。

以上の理由により当料金所は渋滞の名所として知られており、交通情報でも頻繁に名前を聞かれる場所であった。以前は、神戸市内から明石・垂水JCT方面を目指す車が当料金所を先頭とする渋滞を避けるために国道2号や兵庫県道21号神戸明石線等を経由して須磨インターへ向かうことも多かった。
休日には阪神高速3号神戸線の摩耶出入口付近まで渋滞が続くことが当たり前であったが、近年は当料金所を先頭とする渋滞は減少・短距離化の傾向にある。その理由としてETCの普及、山陽自動車道や阪神高速7号北神戸線と中国自動車道の直結（神戸ジャンクション・西宮山口ジャンクションも参照）、阪神高速31号神戸山手線の開通等が挙げられる。阪神高速5号湾岸線の六甲アイランド北出入口～名谷ジャンクション間が延伸開通すれば更なる交通の分散が見込まれる。

## 道路
- E93 第二神明道路（1番）

## 接続する道路
- 兵庫県道65号神戸加古川姫路線

## 周辺
- 須磨離宮公園
- 須磨寺公園
- 須磨浦公園
- 神戸女子大学
- 神戸市立高倉台小学校
- 神戸須磨シーワールド

## 隣
E93 第二神明道路
(3-24) 月見山出入口（阪神高速3号神戸線） - (1) 須磨IC - 垂水PA（下り線のみ） - 名谷JCT - (2) 名谷IC/名谷PA（上り線のみ）